# NGC 3742
NGC 3742 في الفهرس العام الجديد، هي مجرة، تقع في كوكبة قنطورس. اكتشفت في 21 أبريل 1835 بواسطة جون هيرشل.

## روابط خارجية
- NGC 3742 على موقع ويكي سكاي: DSS2, SDSS, GALEX, IRAS, Hydrogen α, X-Ray, Astrophoto, Sky Map, Articles and images